# Chengdu J-20
El Chengdu J-20 (en chino tradicional, 殲二十; en chino simplificado, 歼二十; pinyin, Jiān èr shí; literalmente, ‘Interceptor Multipropósito 20’) es un avión de quinta generación de la República Popular China, con tecnología Stealth, desarrollado y producido por la fábrica Chengdu Aircraft Industry Corporation para la Fuerza Aérea del Ejército Popular de Liberación (PLAAF) como una propuesta de caza de tecnología avanzada frente a sus contrapartes occidentales. El J-20 está diseñado como un caza de superioridad aérea con capacidad de ataque a tierra, siendo el tercer avión furtivo de quinta generación operativo del mundo después del F-22 y F-35.
Un oficial de la Fuerza Aérea China dijo, en noviembre de 2009, que aspiraba a que el J-20 entrase en servicio operacional entre los años 2017 y 2019. A finales de 2010, el J-20 estaba en proceso de pruebas de túnel de viento, ya con prototipos funcionales. El J-20 fue puesto a prueba en su primer vuelo el 11 de enero de 2011. El avión entró en servicio en marzo de 2017. Finalmente, el primer escuadrón de J-20 se creó en febrero de 2018, convirtiendo a China en el segundo país del mundo y el primero en Asia en desplegar un avión furtivo operativo. El J-20 es el tercer avión de combate furtivo operativo de quinta generación del mundo después del F-22 y el F-35.

## Desarrollo

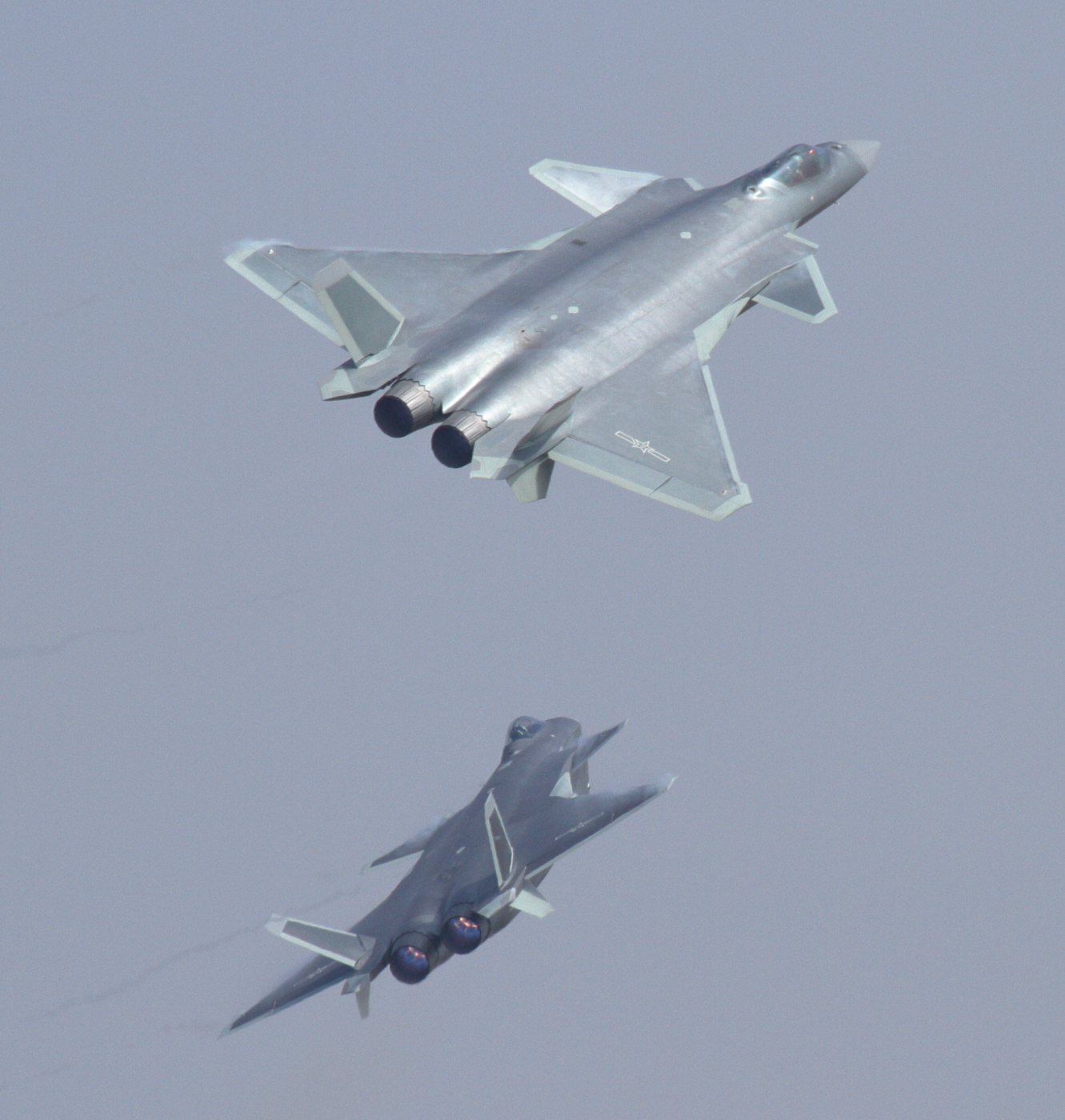
Los dos Chengdu J-20 hacen su primera aparición pública en Airshow China 2016

El J-20 fue uno de los programas de avión de combate de furtivo con el código J-XX, que fue lanzado como un proyecto de investigación de nuevas tecnologías a finales de 1990. Desde finales de 2010 se han construido dos prototipos de pruebas de vuelo antes de su entrada en producción en serie.
El 22 de diciembre de 2010, el J-20 estaba realizando pruebas en los laboratorios de la planta de Chengdu Aircraft Industry Corporation pero sin ser confirmado su itinerario de pruebas de vuelo. Se reportó que el 30 de diciembre de 2010 altos cargos chinos asistieron en la planta de la fabricante de aeronaves Chengdu al primer vuelo de pruebas de la aeronave. El J-20 hizo según otras fuentes, su primer vuelo de cerca de 20 minutos, el día 11 de enero del 2011. Un Chengdu J-10S sirvió como escolta de vuelo de la aeronave de prueba. China con este desarrollo, busca el propósito de ser la tercera nación en fabricar en serie una aeronave de quinta generación, después de Estados Unidos y Rusia.
El J-20 de producción es más grande que el F-22. El fuselaje es más ancho y más largo, lo que permite almacenar más combustible y un mayor compartimento interno para armas. Cuenta con un sistema fly-by-wire y un sistema de control de fuego y gestión de motores que se cree está a la altura del F-22. Los pilotos disponen de pantallas de cristal líquido y un visor montado en el casco.
Medios informativos chinos develaron una nueva variante del caza, el J-20B, en julio de 2020 y que entró en producción el mismo día. Su única mejora se encontraría en los nuevos motores (del WS-10 al WS-10C), teniendo estos un control vectorial, un empuje mejorado, boquillas de postcombustión dentadas más sigilosas y una mayor fiabilidad.

## Características técnicas del diseño

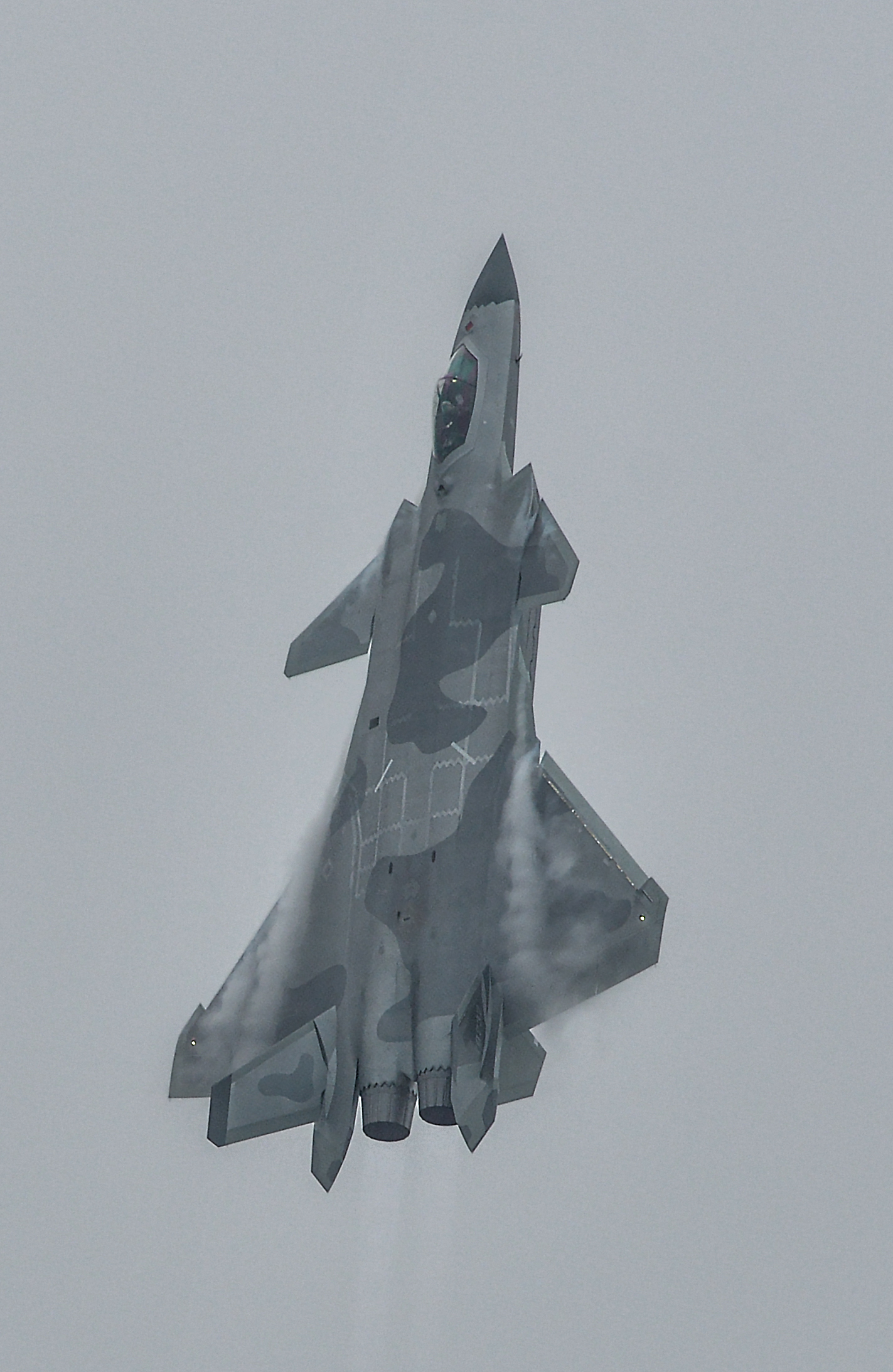
Chengdu J-20 mostrando maniobrabilidad en Airshow China 2018.

El J-20 es una aeronave del tipo monoplaza, grande y pesado, con motorización de doble turbina, y que su apariencia se asemeja a la del Sukhoi Su-57, el Lockheed Martin F-22 Raptor o al Mikoyan Proyecto 1.44 . El analista militar Bill Sweetman estima que estas serían sus dimensiones aproximadas (basadas en las imágenes disponibles en fotos y vídeos por Internet): longitud de 22,86 m (75 ft), teniendo una longitud alar de 13,72 m (45 ft) o más, y se estima que de su peso en despegue rondaría los 34,020 a 36,288 kg (75,000 a 80,000 lb), medidas similares al interceptor de largo alcance MiG-31, enviado a China como pruebas para estudiar su compra en el futuro, únicamente con sus armas del compartimento interno de carga.
El prototipo puede estar potenciado por dos motores de 14,515 kg (32,000 lb) de empuje del modelo Saturn 117S provistos por Rusia. Las fuentes Chinas afirman que la variante de producción de la aeronave estaría equipada por dos motores con un empuje de 13,200 kg (5988 lb) del modelo WS-10 de alto desempeño, del tipo turbofán, y que estarían equipados con Toberas de Empuje Vectorial Controlables (TVC), para tener mayor maniobrabilidad, ambas posiblemente fabricadas en la China. Un portavoz del Pentágono, el CR. David Lapan ha afirmado que uno de los mayores problemas de la Industria aeronáutica china es que depende en gran parte de los motores de turbina y su desarrollo, que le son provistos desde siempre vía Rusia, su principal proveedor de armas y antes, desde la Unión Soviética; para todos sus proyectos aeronáuticos.

### Producción y posible exportación
La página web de Globalsecurity.org afirma que probablemente China haya declinado el participar en el joint venture del desarrollo y producción del nuevo Proyecto de Caza de Quinta Generación Indo-Ruso dado que el mando chino creía que la industria de Rusia obtendría mayores ventajas que China de la participación en su construcción, si hubiere alguna participación china en el proyecto. 
Los líderes chinos llegaron incluso a afirmar que, si logran sus objetivos, en el futuro sus diseños serían superiores a los de la Industria de Rusia, es decir, al Sukhoi Su-57. Algunos analistas militares rusos, como Ilya Kramnik, conjeturaron en 2010 que China estaba tecnológicamente atrasado en 10-15 años en cuanto a técnicas y tecnologías aeronáuticas, frente a lo que han logrado actualmente naciones como Estados Unidos y Rusia, y que no le sería fácil llegar a alcanzar tecnologías claves en materiales compuestos, aviónica y tecnologías de sensores muy necesarias para esta clase de aeronaves, por lo que tendría que inmediatamente recurrir a pedir materiales de esta clase en el extranjero. Una agencia de noticias rusa especuló que China podría ser capaz de producir el J-20 con un coste entre el 50% y el 80% inferior a los cazas de quinta generación rusos y estadounidenses, y que los clientes potenciales en el futuro, pueden incluir a Pakistán, Oriente Medio, América Latina, el sudeste de Asia y los países más ricos de África. Otras opiniones indicaban que China no podía ser capaz en el futuro inmediato de fabricar todos los materiales compuestos avanzados, productos de aviónica, y los paquetes de sensores, por lo que tendría que recurrir a proveedores extranjeros. Bill Sweetman especuló que China tendría problemas para cumplir sus requisitos de producción, ya que tiene varios proyectos de reactores de combate en producción. La revista Aviation Week propuso que tal vez esta aeronave sería un prototipo, como el Su-57, o un demostrador de tecnologías similar al YF-22 o al Sukhoi 47 Berkut.
En realidad, hacia mediados de 2022 ya había entre 50 y 150 unidades producidas en serie, o al menos eso se estima. Aviones J-20 han sido detectados y vistos en vuelo en la zona de Taiwán.

### Controversia acerca de su primer vuelo de prueba

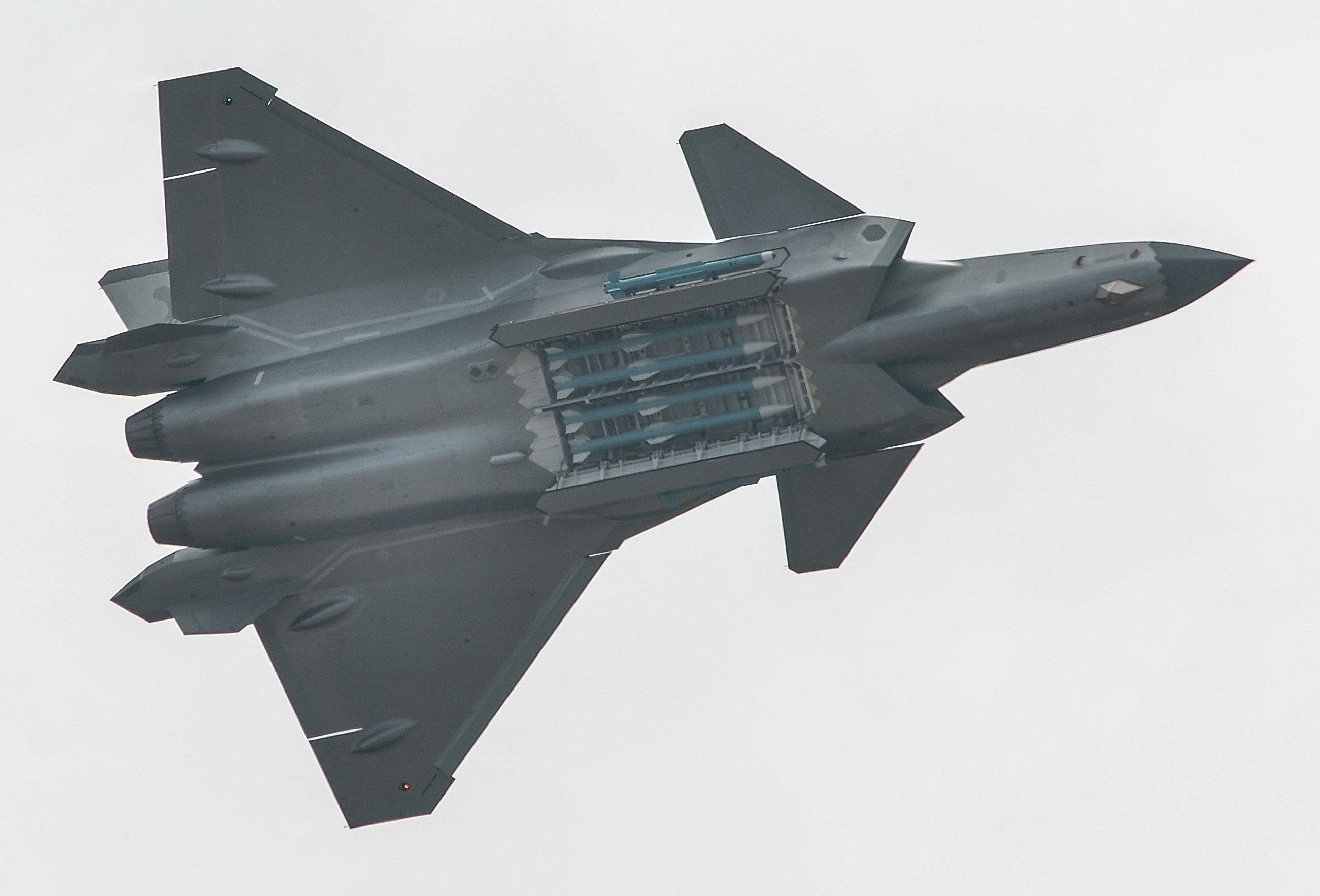
Chengdu J-20 mostrando bahías de armas, misiles y aviónica durante Airshow China 2018.

Su primer vuelo coincidió con la visita del Secretario de Defensa de los Estados Unidos Robert Gates a China, y fue inicialmente interpretada por el Pentágono y funcionarios de EE. UU., así como los medios de información, como una posible señal hacia la delegación de EE. UU. de la fortaleza de la Industria militar de China y sus capacidades. Empero, después de la reunión con el alto mando de las Fuerzas Populares chinas, incluido el presidente Hu Jintao, el secretario de Defensa Gates remarcó su acto diciendo: «Los líderes civiles estamos más que sorprendidos por éste tipo de pruebas y me aseguran, que en lo que me queda de ésta visita, no tendré nada más que ver (de esta) en esta clase de eventos».
Algunos observadores sugirieron, que de hecho al presidente Hu Jintao le faltó dar explicaciones acerca de su ignorancia acerca de estos hechos, así como de las pruebas de vuelo y las consiguientes preguntas, acerca de la naturaleza de porqué esta clase de programas está en manos de los consorcios civiles, y el control de estos, por parte de los militares chinos. Pero según el analista de defensa Michael Swaine, un reconocido experto en las fuerzas y doctrinas del EPL y en las Relaciones entre China y Estados Unidos, explicaría que de hecho, es posible y muy probable, que los oficiales al mando del EPL así como los líderes principales en el staff principal del PCCh, no supieran que las pruebas ocurrirían este preciso día y esto no es necesariamente evidencia, de un esfuerzo por dar una especie de "insulto militar" al Secretario Robert Gates y a la nación que representa o avergonzar al presidente Hu Jintao. Después de revisiones internas, las decisiones posteriores antes de la producción, desarrollo, y pruebas de aeronaves militares secretas, ya no serán consideradas como rutinarias y en adelante, serán manejadas por el personal de ingenieros, y ya no solamente por oficiales de baja graduación; sino aparte por el alto mando político-civil o por militares del mando supremo del Ejército Popular chino, para prevenir posibles malentendidos como el anterior. Añadiendo el hecho de la poca y limitada cobertura, de los eventos de esta clase en China y sus medios de comunicación noticiosos inicialmente, en especial la poca información suministrada a los líderes chinos por ser un proyecto secreto; en especial a su Presidente actual Hu Jintao, esto pudo ocasionar su desinformación acerca de este evento. De repente, los militares chinos condujeron pruebas militares de desempeño y sobrevuelos de la citada aeronave (incluyendo en esta a los ejercicios del 2007 misil antisatélite) el 11 de enero de 2013; sin embargo, estas pruebas no fueron inscritas en atención a la visita de este día, y empero se ha dicho finalmente, que esta clase de eventos no buscaban coincidir con la visita de dignatarios, como el secretario Gates y su comitiva.

### Motores

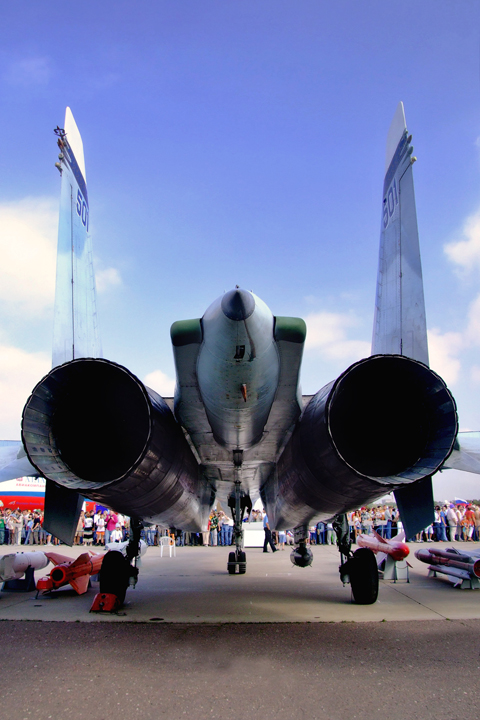
Motores del caza Su-27 utilizados en el J-20 para las pruebas de vuelo.

La mayor controversia del proyecto está en la capacidad de China para equipar este avión con motores de construcción totalmente locales. 
China está haciendo un intento de ponerse al día y alcanzar a los países líderes mundiales de tecnología y el desarrollo independiente de alta tecnología de equipos militares, en la ausencia de técnicos militares cruciales que sepan cómo hacerlo y la tecnología propia del país, como fabricar los motores de los nuevos aviones experimentales de vuelos de crucero ultrasónicos y antenas de radares planos activos phased array.
Por ahora, es demasiado pronto para decir que China es capaz de fabricar un avión de quinta generación de forma totalmente independiente, de principio a fin, según expertos internacionales del Centro de Análisis de Estrategias y Tecnologías de Rusia. Pero China con su nuevo avión J-20, el cual es un programa experimental de aviones de combate de quinta generación, está avanzando a pasos verdaderamente enormes con los vuelos de prueba del moderno avión de diseño único en su tipo, comparable al diseño del Lockheed Martin F-22 Raptor y el nuevo Sukhoi PAK FA, que ya ha realizado más de 60 vuelos de prueba y en 2012 entra en la fase de la realización de pruebas de acrobacia aérea.
El Comandante Adjunto de la Fuerza Popular de Liberación de aire del ejército, estimó que el J-20 estaría en pleno funcionamiento entre el año 2017 y 2019 con la producción en serie, para reemplazar otras naves en el inventario de la Fuerza Aérea de China, que pertenecen a una generación anterior y estarían al borde de su vida operativa; ahora parece que los ingenieros de China, han hecho un gran trabajo en sus primeras pruebas de vuelo y el avión estaría mucho más cerca de ser operativo de lo esperado, para su producción en serie en el futuro.
El nuevo J-20 fabricado por la empresa Chengdu Aircraft Industry Corporation, es un avión de combate supersónico pesado de diseño furtivo, bimotor y doble deriva con timones de dirección, con ala en delta y alerones delanteros de tipo canard, de diseño único en su tipo, es el primer avión militar de China que ha sido construido de forma independiente, sin intentos visibles de copiar la tecnología extranjera. Aunque no se asemeja ni al F-22 Raptor de Estados Unidos ni al T-50 PAK FA de Rusia, existe el proyecto de producir un F-22 con ala en delta en el futuro y Rusia tenía un proyecto de Mikoyan para realizar un avión de combate de ala en delta, el Mikoyan Proyecto 1.44, que estaba compitiendo con el diseño del avión de quinta generación PAK FA y que si fue fabricado, en un primer prototipo con algunos vuelos de prueba, en que finalmente el PAK FA fue seleccionado para seguir adelante con las pruebas de vuelo y su futura construcción en serie. 
Aunque las formas del diseño y las decisiones técnicas para su construcción en la nave podría ser cuestionable, una cosa acerca de este avión es un hecho establecido en su diseño de pruebas de vuelo, el J-20 vuela con dos motores de jet rusos AL-31F que son diseños de motores tomados del anterior modelo de avión de combate Su-27 de cuarta generación de combate de la Unión Soviética, que entró en servicio en China a mediados de la década de 1980.
China también trató de fabricar sus propios motores en un avión J-20 de segunda fabricación para la prueba de la nave, pero la fabricación nacional de un nuevo motor de turbina, tratando de imitar el diseño del motor AL-31F de la era de la Unión Soviética construidos por China, no está al mismo nivel de tecnología que los nuevos motores de turbina de Rusia, en fiabilidad y durabilidad de los nuevos modelos de motores del caza Sukhoi Su-30 y el más avanzado Sukhoi Su-35. El verdadero problema es la versión de los motores AL-31F de China, que son los motores de la generación anterior del caza Sukhoi Su-27, aunque el J-20 es un modelo prototipo y el vehículo de demostración de tecnología llamado para poner a prueba nuevos equipos y tecnología, en el futuro podría tener nuevos motores de turbina, se define actualmente como un probador de tecnología, se puede volar en pruebas durante todo el tiempo que los motores que su diseñador considera posible, pero China no tiene la tecnología para fabricar un nuevo motor de turbina operativo para un jet de quinta generación.
A pesar de que China trata de vender armas diseñadas como clones de los aviones de combate rusos, a precios de descuento en el mercado internacional de armas ($ 10 millones para un Shenyang J-11 fabricado en China bajo licencia del Sukhoi Su-27, mientras que el costo del avión Su-27 original ruso es de más de $ 30 millones), China sigue comprando motores rusos y ciertas partes de estos motores como repuestos, en cantidades que superan con creces la necesidad de hacer el mantenimiento rutinario en el inventario de los aviones rusos que utilizan. La dependencia de China en los motores rusos sólo puede explicarse por la falta de experiencia y capacidad tecnológica de China, para fabricar un motor de turbina nacional, algo que pocos países han podido fabricar desde la invención del motor de turbina y Rusia no permite su venta a otros países, lo que dejaría a estos aviones sin repuestos. 
China se ha encontrado en una posición aceptable, al conseguir fabricar el fuselaje y las alas de un eficiente avión de combate de quinta generación, pero con motores de turbina de un avión de cuarta generación, que es posible mediante la compra de nuevos motores de turbina en Rusia, porque ningún otro país les venden cualquier cosa similar, mientras que China está negociando con Rusia la compra de 48 aviones Sukhoi Su-35, el más moderno de la familia de aviones de combate derivados del diseño Sukhoi Su-27 original, comprados anteriormente por China a la Unión Soviética, que podría estar equipado con el nuevo motor de turbina de quinta generación, el más avanzado AL-41F1C como una opción para el país comprador, que es el más moderno desarrollado por Rusia, superior al motor de turbina del anterior Sukhoi Su-30 AL-31F, que le permiten alcanzar una velocidad supersónica sin postquemador, y equipado con toberas de escape de gases de empuje vectorial, una característica atribuida a los aviones de combate de quinta generación, el nuevo motor de turbina AL-41F1C en realidad es una versión más moderna como una opción de ponderación clase A de la serie de motores de turbina modelo AL-41F1 (117C) básica, del motor utilizado en las primeras pruebas de vuelo del nuevo caza de producción en serie Su-35 generación 4++, en la plataforma experimental de nuevas tecnologías Sukhoi Su-37 y en el nuevo T-50 PAK FA de producción en serie, avión de combate de quinta generación 5 G.

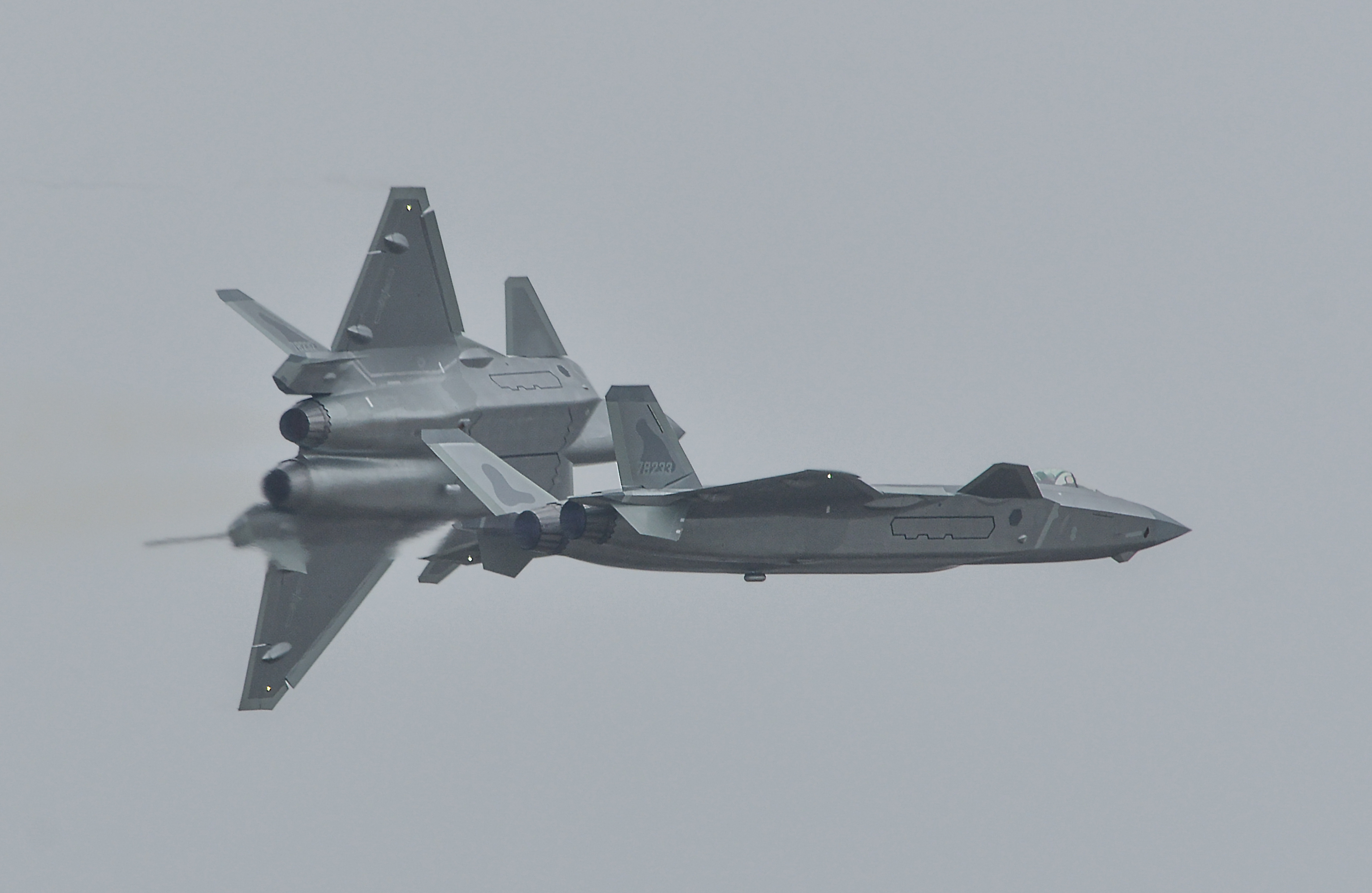
Dos cazas J-20 rompiendo la formación, año 2018

El nuevo motor de turbina ruso, el más moderno AL-41F1C es el que China necesitaría para hacer del J-20 un jet de quinta generación completo. En 2010, cuando el ministro de Defensa ruso, Anatoly Serdyukov estaba de visita a China, Beijing propuso comprar los nuevos motores 117C base del diseño de los nuevos y más potentes AL-41F1C, pero la oferta fue rechazada. Rusia acordó vender solamente los aviones Su-35 totalmente ensamblados con sus motores originales más avanzados disponibles AL-41F1C y además insistir en la firma de un especial acuerdo para no fabricar los motores en China, especialmente diseñado para evitar que los chinos copien el motor y sus partes, como ha sucedido antes.
En realidad, las negociaciones de la Unión Soviética y Rusia con China siempre han llegado a lo siguiente: se trata de comprar un pequeño lote de armas para su revisión y replicación más posible en el futuro. Naturalmente, ahora Rusia es consciente de estos riesgos y se niegan a vender armas en pequeñas cantidades, dijo Vasily Kashin, explicando los astutos movimientos de China para obtener tecnología de la Unión Soviética, pero que ahora ya ha desaparecido y se han quedado en una generación anterior. Rusia tiene grandes dudas acerca de la viabilidad de la venta de los nuevos aviones Su-35 equipados con los modernos motores AL-41F1C a Beijing sin la cláusula especial de prohibir la duplicación en el futuro. Esto no se ajusta a las necesidades de China, porque al final lo que ellos necesitan es la tecnología punta, para organizar una línea de producción de motores propios en el futuro.
Durante muchos años, China ha sido el mayor comprador de aviones militares rusos, en general, ha comprado 178 aviones de combate Sukhoi Su-27 y recientemente otros Sukhoi Su-30 más modernos, hasta producir un avión imitador con éxito de la misma familia, el caza Shenyang J-11. También tienen la réplica rusa del avión de combate naval Sukhoi Su-33 (J-15), el caza que compraron anteriormente Sukhoi Su-27, conocido como avión de combate (J-10), el más moderno Sukhoi Su-30, conocido como (J-11) y el MiG-29, conocido con el modelo (FC-1). El nuevo J-20 «Dragón Chino» equipado con los motores rusos del anterior caza Su-27, se predice que después de largas negociaciones, Moscú y Pekín finalmente llegarán a un acuerdo para poder fabricar motores de turbina en forma conjunta o independiente, y Rusia finalmente suministrará la tecnología de los nuevos motores, para colaborar en el programa J-20, de la manera que ya suministra motores a los cuatro principales tipos de aviones de combate de China, que en realidad son imitaciones de aviones réplicas de los modelos originales vendidos por la Unión Soviética anteriormente. 
La compra de los nuevos aviones Su-35 de generación 4++ para desmantelar sus modernos motores de turbina AL-41F1C y luego instalarlos en los J-20 sería muy caro para China. El J-20 es un proyecto muy arriesgado porque técnicamente no hay ninguna garantía de que China será capaz de poner en vuelo para el año 2017, varios sistemas nacionales que están desarrollando para el proyecto en forma paralela, incluidas las municiones especiales, armas guiadas internas y una antena activa phased array de que poseen en diseño propio de la casa. El J-20 lo más probable es que pueda volar con motores rusos del Su-27 durante varios años más, antes de poder fabricar un motor de turbina fiable de diseño nacional y comparable al motor de turbina más moderno de Rusia, el del nuevo caza Su-35 de producción en serie, del que China está negociando su compra y el nuevo PAK FA que actualmente está en sus primeras pruebas de vuelo. 
El nuevo caza furtivo J-20 por su tamaño y peso, probablemente será capaz de perforar la defensa de un enemigo desde el aire para lograr un objetivo importante en el mar, algo así como un portaaviones enemigo navegando frente a las costas de China, como puede verse en el diseño del J-20 para misiones de ataque en todos los frentes, donde parece ser el bombardero naval furtivo que necesita China.

## Operadores
China
-  La Fuerza Aérea del Ejército Popular de Liberación - 150 en 2021.

## Especificaciones (J-20)
Datos de Aviation Week
Características generales
- Tripulación: 1 (piloto)
- Longitud: 20,4 m
- Envergadura: 13,5 m
- Superficie alar: 78 m²
- Peso vacío: 19,391 kg
- Peso cargado: 32,092 kg
- Peso máximo al despegue: 37.013 kg
- Capacidad de combustible: 11,340 kg internamente
- Planta motriz: 2 × Saturno AL-31FM2 turbofán de postcombustión con postquemador.[37]

Rendimiento
- Velocidad máxima: Mach 2.55[38][39]
- Rango: 6,000 km
- Alcance de combate: 2000 km
- Techo de vuelo: 20.000 m
- Límites fuerzas G: + 9 / -3
- Velocidad de ascenso: 304 m/s[40]
- Ala de carga: 340 kg / m²
- El empuje / peso: 0,92 (1,12 con peso cargado y 50% de combustible) con AL-31FM2 (estimado)

Armamento
- Compartimentos de armas internas
  - PL-10 AAM de corto alcance[41]
  - PL-12 AAM de alcance medio[39]
  - PL-15 BVR AAM de largo alcance
  - PL-21 AAM de largo alcance[39]
  - Bomba guiada de precisión LS-6
- Acoples externos
  - 4 debajo del ala capaz de transportar tanques externos.

Aviónica
- Tipo 1475 (KLJ-5) Radar AESA.
- Sistema de focalización electro-óptica EOTS-86 (EOTS).[42]
- EORD-31 de búsqueda y seguimiento por infrarrojos.[42]
- Sistema de apertura distribuida.[43]

## Cultura popular
- Aparecen en la película Transformers: la era de la extinción defendiendo a Hong Kong.